# 伊里尼夫卡
47°9′43″N 29°59′11″E / 47.16194°N 29.98639°E
伊里尼夫卡（烏克蘭語：Іринівка）是位於烏克蘭西南部的村莊，由敖德萨州羅茲季利納區的采布里科韋市鎮負責管轄。該村始建於1919年，面積0.78平方公里，海拔高度108米，2001年人口56，人口密度每平方公里72.07人。